# Out of the Mist
Out of the Mist is het debuutalbum van de Britse muziekgroep Illusion uit 1977, de muziek is op klassieke leest geschoeid.
Illusion is de wederopstanding van de originele line-up van Renaissance, die in 1976 weer bij elkaar komt. Voordat de opnamen begonnen overleed Keith Relf en de samenstelling van de band wordt enigszins gewijzigd. In de Olympia Studios in Londen werd dit album opgenomen onder leiding van producent Paul Samwell-Smith Samwell-Smith kende de leden van de band al vanuit de tijd van The Yardbirds.

## Musici
- Jim McCarty - zang, akoestische gitaar, percussie
- Jane Relf - zang
- John Hawken - toetsinstrumenten waaronder mellotron en Hammondorgel
- Louis Cennamo - basgitaar
- John Knightsbridge - gitaar
- Eddie McNeil - slagwerk, percussie

## Composities
1. Isadora (J.McCarty) — 6:56
2. Roads To Freedom (J.McCarty/J.Hawken) — 3:53
3. Beautiful Country (J.McCarty/J.Hawken) — 4:21
4. Solo Flight (J.McCarty/J.Hawken) — 4:23
5. Everywhere You Go (J.McCarty) — 3:18
6. Face of Yesterday (J.McCarty) — 5:45 (remake van versie van het Renaissance-album uit (1971)
7. Candles are Burning (J.McCarty) — 7:10

Het album was zo kort dat het vaak met haar opvolger op een compact disc werd geperst; in 2009 verscheen het oorspronkelijke album in Japan in een verkleinde elpeehoes op de markt.